# Instituto de Medicina Forense (Albania)
El Instituto de Medicina Forense (en albanés: Instituti i Mjekësisë Ligjore, IML) es el organismo nacional de medicina forense de Albania, bajo dependencia del Ministerio de Justicia, responsable de la psiquiatría forense, la química forense, la medicina forense y la genética forense.

## Organización
El organismo realiza los análisis de laboratorio de las muestras que han sido tomados de diferentes tipos de escenas del crimen para resolver la investigación judicial de problemas médicos y biológicos de la naturaleza. Al mismo tiempo, el Ministerio de Salud y las Instituciones de Salud utiliza los datos de expertos forenses para fortalecer el técnico-científico de la disciplina, mejorar la calidad de médicos de diagnóstico, de la guerra preventiva contra la negligencia y los errores médicos, y en el estudio de las causas de traumatismos, envenenamientos, muertes imprevistas, etc.

### Principales tareas
- La actividad científica de investigación para la identificación y aplicación de métodos contemporáneos en el campo de la medicina forense.
- Organización y realización de la actividad de los servicios de peritaje forense en la República de Albania.
- Realizar forense, patológicos, toxicológicos, biológicos, psiquiátricos y de experiencia, así como otras acciones, según los casos y procedimientos previstos en las leyes de la República de Albania
- La coordinación de la actividad de este Instituto con las instituciones de salud para la prevención de delitos, poniendo en peligro la vida y la salud de los pacientes.
- Continua formación científica y la cualificación de los especialistas forenses.
- Coordinación de la actividad internacional de las instituciones contrapartes.